# Сен-Желе, Марианна
Марианна Сен-Желе (англ. Marianne St-Gelais, род. 17 февраля 1990 года, Сен-Фелисьен, Квебек, Канада) — канадская шорт-трекистка, серебряный призёр Олимпийских игр 2010 года в эстафете и на дистанции 500 м, и серебряный призёр Олимпийских игр 2014 года в эстафете, участвовала на Олимпийских играх 2018 года, чемпионка мира 2016 года на 1500 метров, многократная призёр чемпионатов мира по шорт-треку.

## Спортивная карьера
Марианна Сен-Желе встала на коньки в возрасте 10-ти лет, когда её соседка, которая была хозяйкой местного конькобежного клуба, спросила её и уё двух сестёр, хотят ли они присоединиться… Заняться детям было нечем, и они стали тренироваться. После первого успеха на юниорском чемпионате страны, в 2007 году Марианна соревновалась на зимних играх Канады, где выиграла четыре награды. В 2008 году выиграла две бронзовые медали на чемпионате мира среди юниоров, а в 2009 году победила на аналогичном соревновании на дистанции 500 м и ворвалась после этого в национальную команду страны.
На своей профильной дистанции, 500 метров, она выиграла бронзу на чемпионате мира 2010 года и стала первой в кубке мира в сезоне 2010—2011, победив во всех стартах, в которых принимала участие. Она также пробовала себя на других дистанциях, став бронзовым призёром чемпионата мира 2013 года на дистанции 1500 м. Марианна регулярно выступает в эстафетной команде, в составе которой она выиграла серебряные медали чемпионатов мира 2010 и 2013 годов, бронзовую — на чемпионате мира в 2011 году.
Дебют на олимпийских играх состоялся в 2010 году, где она выступила на дистанции 500 м и эстафете 3000м (Джессика Грегг, Калина Роберж, Марианна Сен-Желе, Таня Висент), выиграв в обеих дисциплинах серебряные медали. При этом серебро в личной гонки было выиграно в день своего двадцатилетия. Получила дополнительную известность после празднования золотой медали своего друга Шарля Амлена. На следующих играх в Сочи на своей коронной дистанции 500 метров не вышла в финал, заняв общее 7-е место, а на 1000 и 1500 метров даже не попала в первую 20-ку. Но в эстафете борьба развернулась до последнего метра. Половина этапа команды шли примерно в одном темпе, но при передаче эстафеты итальянская спортсменка упала, вперёд вышли Китай и Корея. В борьбе между собой Китайцы блокировали соперников и были дисквалифицированы, оставив второе место Канаде. Так Сен-Желе стала третий раз серебряным призёром Олимпиады.
После игр в Сочи прошёл чемпионат мира в Монреале, где Сен-Желе вновь выиграла серебро в эстафете. В сезоне 2015/16 года в Кубке мира на дистанции 500 метров она стала первой в общем зачёте. В том же году на чемпионате мира в Сеуле Марианна выиграла серебряные медали на 500 метров и в эстафете, а на 1500 метров завоевала свою первую и последнюю золотую медаль, в многоборье также стала серебряной медалисткой. И в 2017 году в Роттердаме она развила свой успех, выиграла четыре серебра на 500, 1000, 1500 метров и в многоборье. В последнем своём сезоне 2017/18 годов Сен-Желе принимала участие на Олимпийских играх в Пхёнчхане и заняла на 500 метров 16-е, на 1000 — 11-е, на 1500 — 18-е места. В эстафете Канада была дисквалифицирована в финале вместе с китайской сборной и в итоге заняла только 8-е место. В марте на домашнем чемпионате мира в Монреале Марианна Сен-Желе вместе с Ким Бутен. Валери Мальте, Джейми Макдональд и Касандрой Брадетт выиграли бронзу в эстафете. В мае 2018 года Сен-Желе завершила карьеру.

## После спорта
С 2018 по 2019 год работала в сфере коммуникации и СМИ. В сентябре 2020 года назначена помощником тренера в канадский региональный учебный центр в Монреале. Помимо спорта Марианна изучала гуманитарные науки в колледже Мейсоннев в Монреале. Любит смотреть фильмы.

## Награды
- 2010,2011,2013,2015,2016 года — названа лучшей конькобежкой Канады в шорт-треке.